# Recuva
Recuva (phát âm "re·cov·ah") là một phần mềm phục hồi dữ liệu miễn phí, được phát triển bởi Piriform, và chạy trên các hệ điều hành từ Microsoft Windows 2000 trở lên. Phần mềm này có thể phục hồi những tập tin bị xóa vĩnh viễn và được hệ điều hành coi là không gian trống. Recuva có thể khôi phục các tệp đã bị xóa khỏi ổ đĩa cứng, ổ flash USB, thẻ nhớ, trình phát phương tiện di động hoặc tất cả các phương tiện lưu trữ truy cập ngẫu nhiên với một hệ thống tệp được hỗ trợ.
Recuva được mô tả bởi vnunet.com như là "một công cụ hiệu quả để phục hồi hoặc cứu những tập tin mà chúng ta đã đưa vào thùng rác và xóa đi, trong quá khứ. Chương trình làm việc với cả hai hệ thống tập tin FAT và NTFS. Ngoài ra nó còn có thể phục hồi cấu trúc thư mục và tự động đổi tên tập tin khi cố phục hồi hai tập tin cùng tên.
Cũng như những chương trình phục hồi tập tin khác, Recuva làm việc bằng cách tìm dữ liệu chưa được tham chiếu, nhưng nếu hệ điều hành đã ghi đè dữ liệu mới lên tập tin đã bị xóa thì sẽ không có khả năng phục hồi lại tập tin đó.